# USS William D. Porter (DD-579)
Pour les autres navires du même nom, voir USS Porter.
L'USS William D. Porter (DD-579) est un destroyer de la classe Fletcher en service dans la marine des États-Unis pendant la Seconde Guerre mondiale. Il est nommé en l'honneur du commodore William D. Porter (en) (1808-1864).
Sa quille est posé le 7 mai 1942 au chantier naval Consolidated Steel Corporation (en) d'Orange, au Texas. Il est lancé le 27 septembre 1942, parrainé par Mme Mary Elizabeth Reeder, et mis en service le 6 juillet 1943 sous le commandement du lieutenant commander Wilfred A. Walter.
On se souvient principalement du navire aujourd'hui pour la série d'événements extrêmement malheureux qui ont affecté sa courte carrière de trois ans pendant la Seconde Guerre mondiale.

## Historique

### Service dans l'Atlantique

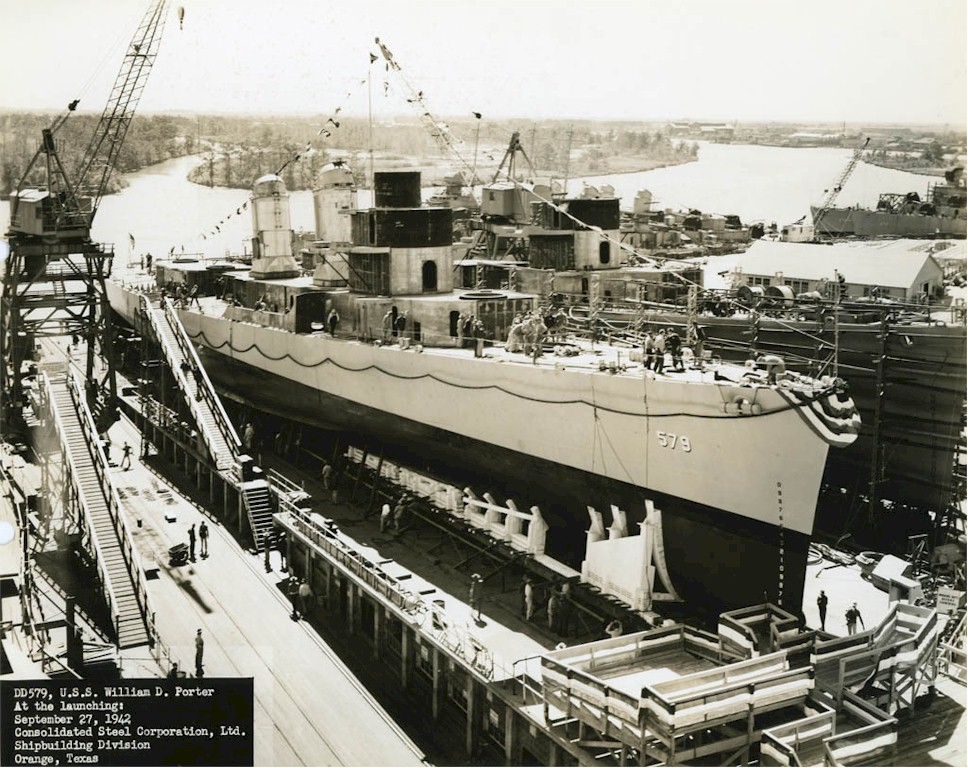
Le William D. Porter au chantier naval d'Orange (Texas) lors de son lancement le 27 septembre 1942.

Le William D. Porter appareille d'Orange peu après sa mise en service. Après des arrêts à Galveston et à Algiers, le destroyer rejoint la baie de Guantánamo le 30 juillet 1943 pour des essais. Après un mois d'essai et un bref arrêt aux Bermudes, il arrive le 7 septembre à Charleston pour y effectuer les réparations post essais, puis se dirige vers Norfolk, où il conduit pendant 5 semaines des exercices en mer avec l'Intrepid et d'autres navires de la Flotte de l'Atlantique.
Le 12 novembre 1943, le navire quitte Norfolk pour un rendez-vous avec le cuirassé Iowa en transit vers l'Afrique du Nord avec un précieux hôte à son bord : le président Franklin D. Roosevelt qui doit participer à une réunion à Téhéran avec Staline et Churchill concernant l'ouverture du second front à l'ouest.
Les mésaventures du William D. Porter commencent dans le port de Norfolk, où, l'ancre mal relevée arracha les rambardes et les armatures supportant les radeaux de sauvetage d'un destroyer amarré à ses côtés. Le jour suivant, les quatre navires formant le convoi se dirigeant vers l'Afrique suivent des consignes très strictes concernant le silence radio, lorsqu'une énorme explosion se fait entendre. Les navires sonnent le branle-bas de combat et se mettent à zigzaguer suivant les dispositions d'évitement d'attaque à la torpille de la part d'un U-boot allemand, jusqu'à ce que le capitaine Walter, commandant du William D. Porter, admet que son équipage a accidentellement laissé tomber une mine armée à la mer, tout près du navire présidentiel. Les livres de bord ne mentionnent d'ailleurs pas l'incident, à part une défaillance de la chaudière n°3 due à une grosse vague qui balaya le pont emportant tout avec elle (y compris un marin qui ne sera jamais retrouvé) et noya la salle des machines. Le navire quitta la formation jusqu'à l'allumage de la chaudière n°4.
Rapidement après, le Porter connait une série impressionnante d’incidents techniques qui coûte la vie à un autre membre de l’équipage. Lassé de recevoir un rapport d’incident par heure en provenance du destroyer, le chef de la marine américaine, présent sur l’Iowa, saisit personnellement le micro et passe un savon au capitaine Walter, dont on admettra que ce n’était pas sa journée. L’infortuné capitaine jura d’augmenter la performance de ses marins.
Le 14 novembre, à la demande de Roosevelt, l'Iowa mène un exercice anti-aérien afin de tester sa capacité de défense : des ballons météo sont lâchés dans les airs, et abattus par la DCA du cuirassé. Le capitaine Walter déploie ses hommes à leurs postes de tir et fait ouvrir le feu sur les ballons qui, ayant échappé à l'Iowa, arrivent à portée de tir du Porter. Dans les cales, au niveau des tubes lance-torpilles, des marins prennent également part à l’exercice en simulant un assaut sur l’imposant cuirassé. Ce genre d’exercices est relativement courant, l’essentiel étant de ne pas oublier de remplacer préalablement les torpilles armées par des projectiles d’exercices. Cependant l'exercice tourne mal lorsqu'une des torpilles du tube n°2 est tirée par inadvertance en direction de l'Iowa, à la grande stupéfaction des officiers sur le pont.
Décidant sans doute que renouer le contact radio malgré l’ordre de silence serait probablement la boulette de trop, le capitaine Walter a recours aux signaux lumineux pour prévenir les membres du haut commandement. Le signaleur, inexpérimenté, commence par indiquer une direction erronée du projectile, avant de se rectifier et d’affirmer que la torpille du William D. Porter fait route à pleine vitesse vers l'Iowa. Face à l'urgence de la situation, Walter décide de briser le silence radio et exhorte le navire à changer urgemment de route. Le branle bas est sonné à bord du cuirassé, qui vire brusquement à droite tout en augmentant sa vitesse. Roosevelt, quant à lui, ayant appris la menace d’une attaque à la torpille, demande à son agent des services secrets de déplacer son fauteuil roulant sur le pont afin de constater l’incident. L'équipage du William D. Porter retient son souffle jusqu'à la fin de la manœuvre d’évitement ; la torpille explosant finalement dans le sillage du navire amiral à moins de 300 mètres de sa poupe. Une fois l'Iowa revenu dans la formation, Walter constate que les canons de celui-ci sont pointés vers son destroyer, l’état-major craignant une implication du navire dans une sorte de complot d'assassinat. L'incident entier dura environ 4 minutes depuis le tir de torpilles à 14 h 36 jusqu'à l'explosion à 14 h 40.
À la suite de ces événements, le navire doit quitter le convoi et rejoindre une base navale des Bermudes où la totalité de l'équipage est mise aux arrêts. Une enquête est menée pour savoir si un saboteur s'est infiltré parmi l'équipage. Il ne s'agit en fait pas d’une action malintentionnée mais plutôt d'un manque d'expérience au sein de l'équipage. En effet, seuls 4 officiers sur le navire ont servi sur un autre navire avant de rejoindre le Porter.
Après l'enquête, le chef des torpilles Lawton Dawson est reconnu coupable et condamné à 14 ans de travaux forcés. Lorsque le président Roosevelt eut vent de cette sentence, il intervint dans les hautes sphères de la marine pour annuler la peine : personne n’avait été blessé dans cet incident. Pas même le commandant Walter ne fut relevé de son commandement, il continua à servir quelque temps encore à bord du William D. Porter puis sur d’autres navires de l’US Navy et devint même contre-amiral,.
Le William D. Porter stationne aux Bermudes du 16 au 23 novembre 1943 ; aucune mention n’est faite concernant l'attente des Marines ou de « l'arrestation » de tout l'équipage dans les journaux du navire.
Le 25 novembre, William D. Porter revient à Norfolk en vue d'un transfert vers le Pacifique. Appareillant le 4 décembre, il passe par la Trinité et le canal de Panama le 12 du mois. Après avoir transité par le canal, le destroyer met le cap vers San Diego, où il fait escale entre le 19 et le 21 décembre afin d’embarquer des vêtements de protection contre le climat froid et d'autres provisions nécessaires pour les futurs opérations dans les îles Aléoutiennes.

### Campagne du Pacifique Nord
Les quatre premiers mois s’avèrent assez calmes, le navire effectuant principalement des tâches d’escortes anti-sous marines au sein du Task Group 94. Le 30 mai 1944, le commandant Charles M. Keyes remplace le commandant Walter. Le restant de l'année se partage entre exercices et missions de bombardement et de protection de convois.
Cependant, le navire semble décidément frappé d’une malédiction. Un soir, au cours d’une pause lors d’exercices dans les Aléoutiennes, un marin, revenu de congé complètement saoul, à la fâcheuse idée de mettre en marche l’un des imposants canons du destroyer. L’homme parvient à tirer au hasard un obus de 5 pouces ; celui-ci atterrit dans le jardin de la maison du commandant de la base, où se déroule une fête rassemblant des officiers et leurs épouses. Le seul dommage constaté le fut à la réputation déjà peu reluisante du destroyer.

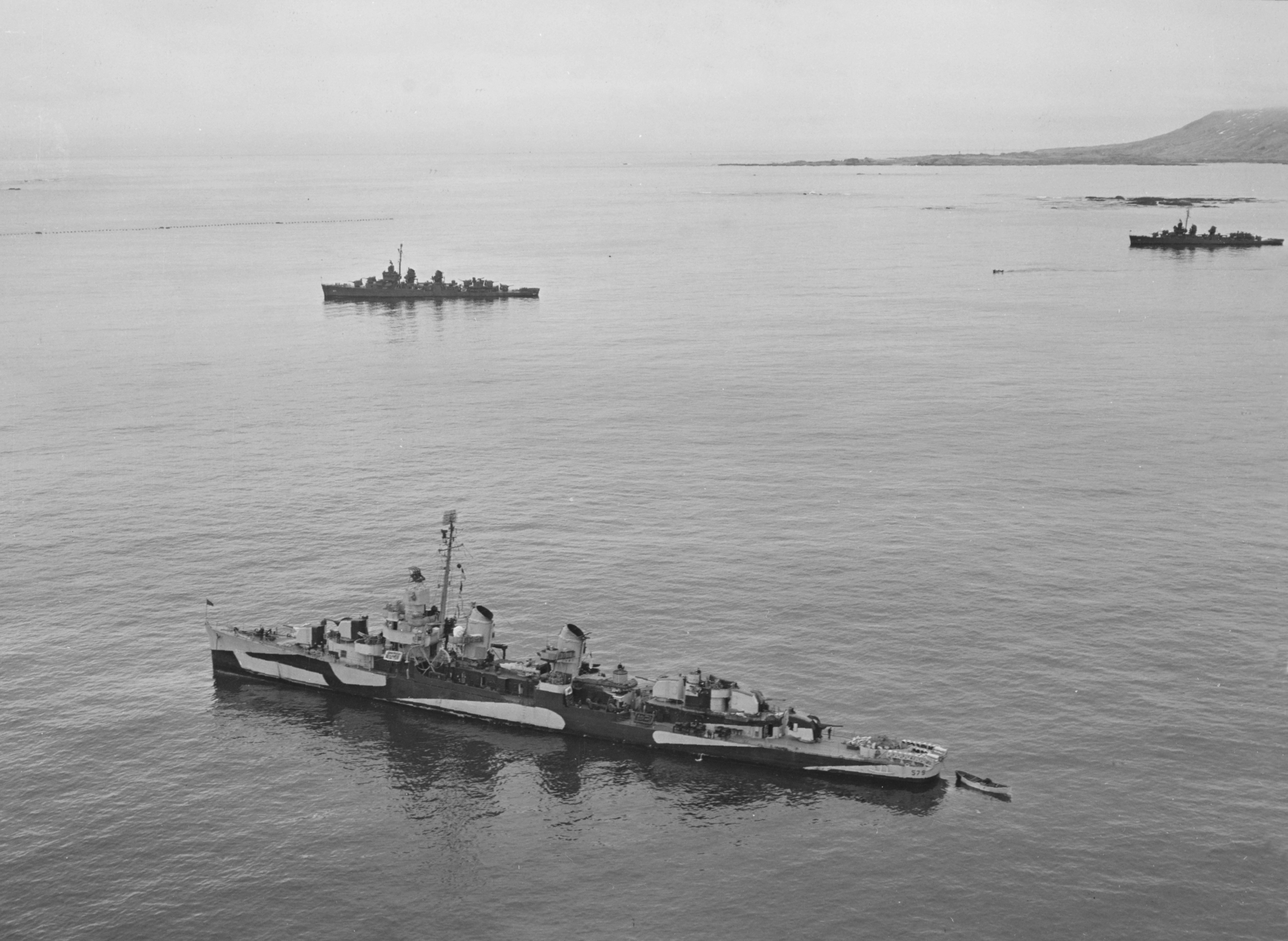
Le William D. Porter (au premier plan) arborant le camouflage Measure 32, Design 14d à Attu (Aléoutiennes) le 9 juin 1944.

Après un mois de patrouilles anti-sous-marines, le navire quitte les Aléoutiennes pour une brève période en radoub à San Francisco en vue de son affectation dans le Pacifique Ouest. Il appareille de San Francisco le 27 septembre pour atteindre Oahu le 2 octobre, et passe les deux semaines suivantes en exercices autour de Pearl Harbor. Le 18, il reprend son voyage vers l'ouest et, 12 jours plus tard, atteint le port de Seeadler à Manus, dans les îles de l'Amirauté. Le navire reprend la mer début novembre pour escorter l'Alshain, via Hollandia, jusqu’à Leyte.

### Campagne des Philippines
Bien qu'étant arrivé trop tard dans le Pacifique occidental pour participer à l'invasion de Leyte, des escarmouches y persistent après son arrivée dans la baie de San Pedro. Peu de temps après son ancrage, des avions japonais font irruption pour attaquer les navires au mouillage. Un premier avion est abattu par les canons d'un destroyer proche de lui, avant qu’il ne puisse atteindre la portée effective du Porter. Un second aéronef ennemi est cependant abattu par ses canons de 5 pouces, assistés par ceux des transports mouillant à proximité.
Pour le reste de l'année 1944, il escorte des navires entre Leyte, Hollandia, Manus, Bougainville et Mindoro. Le 21 décembre, alors qu'il navigue de Leyte à Mindoro, le destroyer se retrouve une nouvelle fois face à la puissance aérienne de l'ennemi. Deux avions piquent et lâchent plusieurs bombes près du convoi. Le destroyer ouvre le feu avec sa batterie principale quasi aussitôt l’instant qui suit l’apparition des avions japonais, en vain. Leurs bombes manquent leurs cibles de plusieurs encablures, les deux avions japonais ne subissent également aucun dommage et réussissent à prendre la fuite. Peu de temps après, une nouvelle vague impliquant quatre avions les attaquent. Le Porter concentre son feu sur les plus atteignables, un étant mis hors de combat. Un second avion se crash en mer sous le feu nourri des autres destroyers à proximité, les deux autres parviennent à battre en retraite en sécurité. À partir de là et jusqu'à minuit, les avions ennemis prendront le convoi en filature, mais aucun n'affichera assez de témérité pour l'attaquer. Après avoir terminé sa mission à Mindoro, le Porter revient dans la baie de San Pedro le 26 décembre pour commencer les préparatifs de l'invasion de Luçon avec l'opération Lingayen, affecté au groupe d'appui-feu du vice-amiral Jesse B. Oldendorf (TG 77.2).
Le 2 janvier 1945, le Porter quitte la baie pour rejoindre son unité dans le golfe de Leyte puis Luçon. Le groupe entier transite par le sud à travers le détroit de Surigao, traverse la mer de Mindanao, contourne la pointe sud de Negros, puis se dirige vers le nord le long des côtes occidentales de Negros, Panay, Mindoro et enfin Luçon.
L'unité ayant atteint la côte sud-ouest, celle-ci est à portée des avions basés à Luçon. Dès le matin du 5 janvier, les avions ennemis — y compris les kamikazes — prennent pour cible le convoi naval. Dans un premier temps, l'attaque demeure invisible pour le Porter car les patrouille aérienne de combat les repoussent loin de la force navale. Cependant vers 16 h 50, le dernier raid réussit à franchir l’aire de protection des chasseurs et fonce sur le convoi. Le Porter prend trois de ces avions sous son feu à environ 17 h 13, mais l'obscurité croissante empêche toute évaluation des résultats de cet engagement. Au cours de ce raid, le croiseur Louisville et porte-avions d'escorte Manila Bay subissent des dommages causés par les avions kamikazes.
Avant l'aube du 6 janvier, le destroyer jette l'ancre dans le golfe de Lingayen avec son unité pour commencer les bombardements précédant l'invasion. Tout au long de la journée, les avions ennemis mènent des attaques sporadiques sur les navires impliqués dans les bombardements. Ce soir-là, le William D. Porter vise des batteries côtières le long des plages du futur débarquement. À 17 h 38, son attention est détournée par un avion solitaire, sa batterie antiaérienne l'abattant sans problème. Vingt minutes plus tard, un bimoteur Mitsubishi G4M « Betty » se précipite sur le destroyer, qui le détruit sans accroc. Le Porter reprend ensuite sa mission principale, le bombardement côtier.
Après le débarquement le 9 janvier, sa mission change pour venir en appui des troupes terrestres, devant mener des bombardements de harcèlement nocturne. Puis, du 11 au 18 janvier, il mouille au large du golfe de Lingayen avec le Task Group 77.2 pour protéger les approches de l'incursion des forces de surface ennemies. Le 18, il retrouve le golfe, reprend ses fonctions de soutien aux forces terrestres et aide à la défense des navires à l’ancrage, vulnérables pour les avions et sous-marins ennemis. Le 15 février, le destroyer quitte la zone pour escorter les Lindenwald et Epping Forest à Guam.

### Bataille d'Okinawa

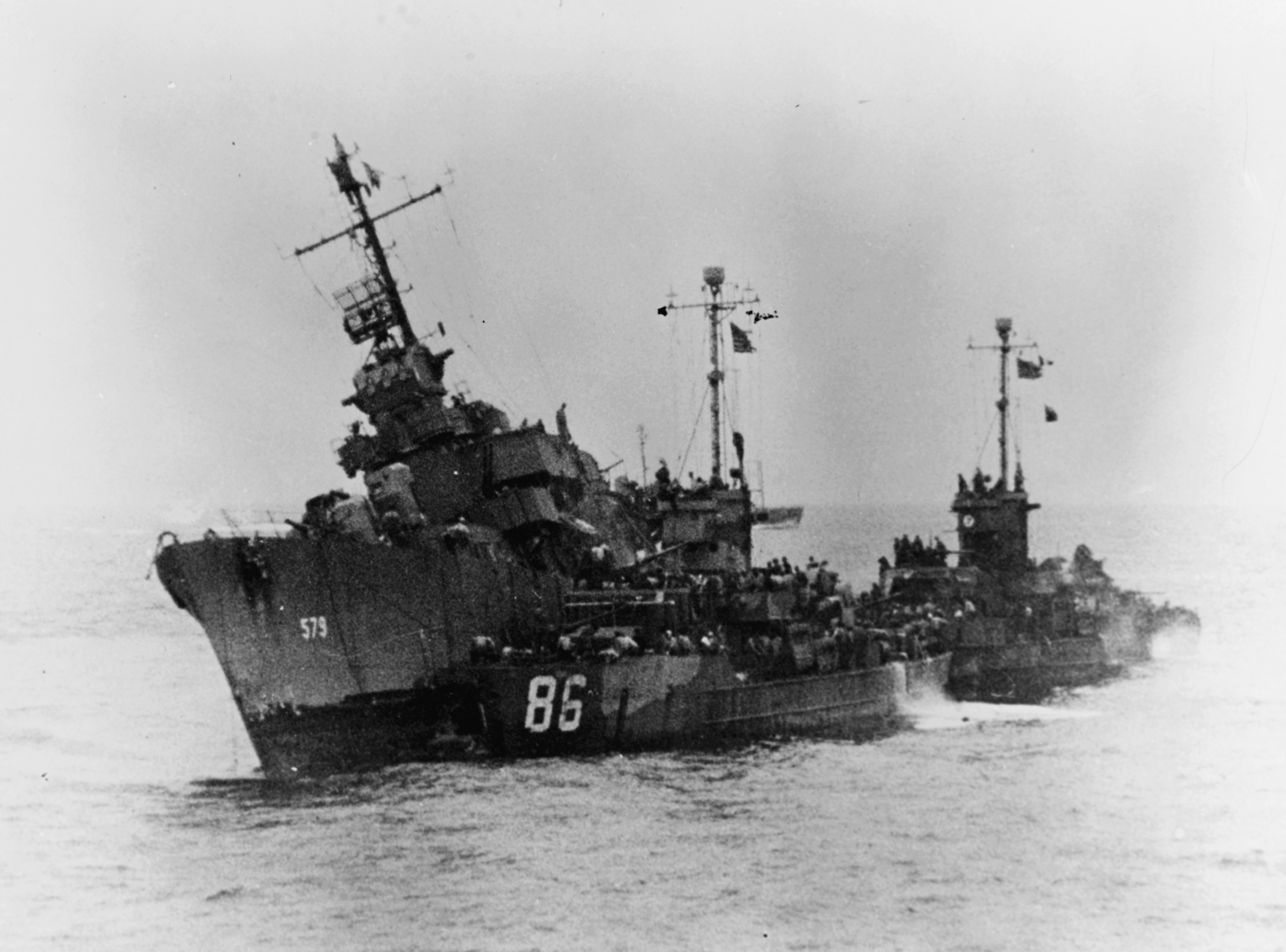
Frappé par un kamikaze, le William D. Porter est assisté par les USS LCS(L)(3)-86 et USS LCS(L)(3)-122.

Après un bref retour dans le golfe de Lingayen, le William D. Porter rejoint Leyte pour préparer l'assaut d'Okinawa. Il stationne à Leyte pendant la première quinzaine de mars, avant de rejoindre l'unité de soutien des tirs attachée au groupe d'attaque pour une semaine de pratique du tir aux îles Cabugan. Le navire quitte les Philippines le 21 mars, atteint les îles Ryukyu le matin du 25 et commence à soutenir l'occupation pratiquement sans opposition de l'archipel Kerama. Entre le 25 mars et le 1er avril, il assure la protection antiaérienne et anti-sous-marine des navires de la rade de Kerama, tout en effectuant certaines tâches d'appui-feu en réponse au peu de résistance que les troupes rencontrent à terre sur les îlots de Kerama.
Cependant le 1er avril, au commencement de l'assaut principal sur Okinawa, le navire est réaffecté à la TF 54 et la force de couverture du contre-amiral Morton L. Deyo. Pour la marine déjà présente sur place, la blague la plus répandue consistait à accueillir le destroyer par « ne tirez pas, nous sommes républicains ! », boutade qui ne suffit pas à l’empêcher d'endommager le Luce lors d’une de leurs premières escarmouches. Néanmoins, hors de cet énième incident, le Porter remplit sa mission avec les honneurs, combattant courageusement et abattant plusieurs avions japonais (également trois appareils américains par tirs amis).
Entre le 1er avril et le 5 mai, il tire plus de 8 500 obus de 5 pouces — à la fois sur des cibles côtières et sur des aéronefs ennemis pendant les attaques aériennes quasi incessantes des forces japonaises.
Les raids aériens constants — lancés depuis Kyūshū et Formose — incitent les Américains à établir un cordon de piquets radar autour d'Okinawa, tâche dédié au William D. Porter début mai. Entre le 5 mai et le 9 juin, il sert de navire radar, avertissant la flotte de l'approche des raids aériens ennemis et dirigeant les intercepteurs à la rencontre des assaillants.

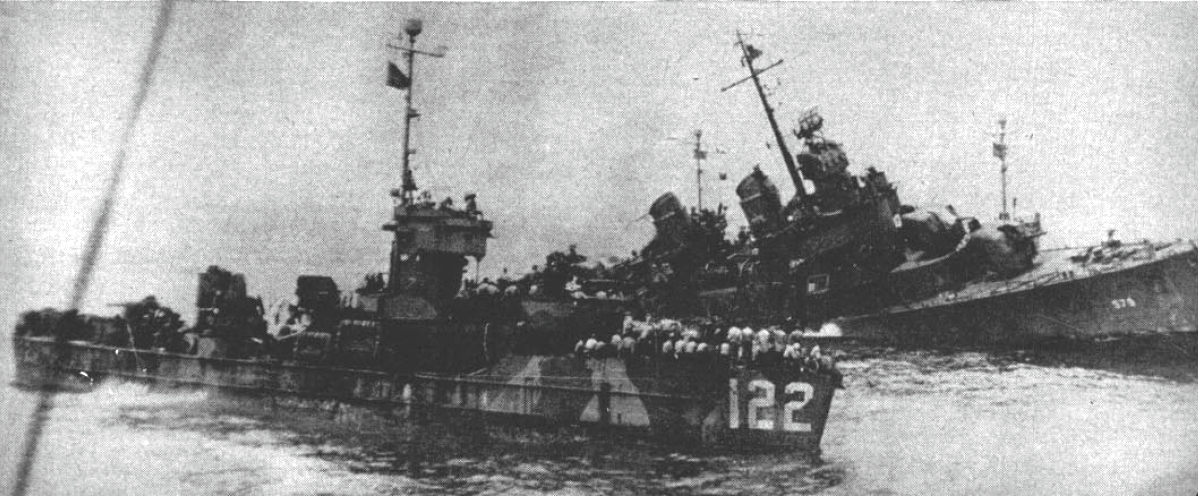
Derniers instants du Porter le 10 juin 1945.

Le 10 juin 1945, il est chargé d'abattre les avions kamikazes bourrés d’explosifs, méthode répandue à cette période de la guerre. À 08 h 15 du matin, l'un des avions suicide se dirige droit sur le navire, les artilleurs du Porter tirant sans relâche afin d’éviter une collision avec leur navire. Le bombardier en piqué Aichi D3A est abattu à quelques encablures du navire et pique vers l'océan. Cependant avec la vitesse acquise, celui-ci plonge et explose sous la ligne de flottaison du Porter, soulevant la coque hors de l'eau. Les ruptures des canalisations de vapeur provoque la perte de puissance du navire et plusieurs incendies se déclarent à bord. Pendant trois heures, son équipage lutte pour éteindre le feu, réparer les dégâts, et surtout tenter de garder le navire à flot. Les efforts de l'équipage s’avèrent vain, et, 12 minutes après l'ordre d'abandon, le William D. Porter gîte sur tribord et coule par l'arrière, mettant un terme à sa légende et à sa sinistre réputation. Miraculeusement, aucun membre d'équipage ne sera blessé ou porté disparu.
Le « Willie Dee » est rayé des registres le 11 juillet 1945.

## Décorations
Le William D. Porter a reçu quatre battles stars pour son service pendant la Seconde Guerre mondiale.

## Anecdotes
- Le lieutenant Richard M. McCool (en), capitaine du navire de débarquement LCS (L) (3) -122, a reçu la médaille d'honneur pour avoir aidé au sauvetage des survivants du William D. Porter.
- Depuis l’épopée tragi-comique du William D. Porter, la marine américaine a toujours refusé de donner à nouveau ce nom à l'un de ses bâtiments[9].